# Fabio Maranta
Fabio Maranta (falecido em 1619) foi um prelado católico romano que foi bispo de Calvi Risorta de 1582 a 1619.
A 5 de março de 1582, Fabio Maranta foi nomeado Bispo pelo Papa Gregório XIII como Bispo de Calvi Risorta. Maranta serviu como Bispo de Calvi Risorta até à sua morte em 1619.